# Larhat
Larhat (în arabă الأرهاط) este o comună din provincia Tipaza, Algeria.
Populația comunei este de 7.359 de locuitori (2008).